# KSV Waregem
Koninklijke Sportvereniging Waregem – belgijski klub piłkarski z siedzibą w mieście Waregem.

## Historia
Klub powstał w 1925 roku pod francuską nazwą Waereghem Sportif. W 1945 doszło do przetłumaczenia nazwy na holenderską – Waregem Sportief. Rok później klub połączył się z drużyną Red Star Waregem i zmienił nazwę na SV Waregem, stając się członkiem narodowej federacji z numerem 4451. W 1951 klub otrzymał prawo, by zwać się królewskim, dodając do nazwy człon Koninklijke. Prawo to uzyskiwał każdy klub, który istniał ponad 25 lat.
KSV Waregem po raz pierwszy awansował do drugiej ligi w 1963, a w 1966 do pierwszej ligi. W najwyższej lidze Belgii grał do 1996, z wyjątkiem sezonów 1972/73 i 1994/95.
Dzięki 4. miejscu w lidze w sezonie 1967/68 KSV Waregem zadebiutował w europejskich pucharach i wystartował w Pucharze Miast Targowych w sezonie 1968/69. W 1/32 finału drużyna belgijska trafiła na reprezentujący Hiszpanię klub Atlético Madryt. Po wyjazdowej porażce 1:2 (pierwszą w historii klubu bramkę w europejskich pucharach zdobył Prudent Bettens) KSV Waregem wygrał u siebie 1:0 i awansował do następnej rundy. Kolejnym rywalem był polski klub Legia Warszawa. Na własnym boisku KSV Waregem wygrał 1:0 po karnym Lamberta. W Warszawie jednak Legia dzięki bramce Deyny wyrównała bilans dwumeczu, a tuż przed końcem decydującego gola zdobył Robert Gadocha. Mecz wygrała 2:0 Legia i KSV Waregem odpadł z turnieju.
KSV Waregem w 1974 zdobył Puchar Belgii, dzięki czemu wziął udział w Pucharze Zdobywców Pucharów w sezonie 1974/75. W pierwszej rundzie Belgowie trafili na austriacki klub Austria Wiedeń. Na własnym stadionie KSV Waregem wygrał 2:1. W Wiedniu jednak miejscowa Austria okazała się zdecydowanie lepsza, wygrywając 4:1.
W 1982 roku KSV Waregem dotarł do finału Pucharu Belgii, który przegrał 0:2 z klubem Waterschei THOR Genk. W walce o Superpuchar z mistrzem Belgii – Standardem Liège, zamiast zdobywcy Pucharu Belgii, wystąpił finalista, czyli KSV Waregem, który wygrał 3:2 i zdobył Superpuchar.
Czwarte miejsce w lidze w sezonie 1984/85 pozwoliło klubowi na start w Pucharze UEFA w sezonie 1985/86. W 1/32 finału drużyna belgijska wyeliminowała duński zespół Aarhus GF, wygrywając dwukrotnie – u siebie 5:2, a następnie na wyjeździe 1:0. Następny przeciwnik, hiszpański klub CA Osasuna, był znacznie trudniejszy. KSV Waregem wygrał u siebie 2:0. W Pampelunie Hiszpanie już po dziesięciu minutach odrobili straty. Wydawało się, że Osasuna z łatwością podwyższy wynik, jednak Belgowie nie dali sobie strzelić dalszych bramek. A do tego w drugiej połowie Daniel Veyt zdobył bramkę, która pozwoliła bez dogrywki awansować zespołowi KSV Waregem. W 1/8 finału drużyna belgijska wylosowała przeciwnika, który wydawał się nie do przejścia – włoski klub AC Milan. Na własnym boisku KSV Waregem zremisował 1:1, tracąc zwycięstwo na 2 minuty przed końcem spotkania. W Mediolanie doszło do sensacji – KSV Waregem pokonał faworytów 2:1 i awansował do ćwierćfinału, gdzie trafił na Hajduk Split. W Splicie wygrał Hajduk 1:0, w rewanżu identyczne zwycięstwo odniosła drużyna KSV Waregem. Ponieważ dogrywka niczego nie zmieniła, doszło do karnych, w których lepsi okazali się gracze klubu belgijskiego. Drużyna KSV Waregem awansowała do najlepszej czwórki turnieju. Przeciwnikiem w walce o finał był bardzo mocny niemiecki klub 1. FC Köln. W Kolonii drużynie KSV Waregem nie udało się sprawić niespodzianki – FC Köln wygrał wysoko 4:0 i praktycznie zapewnił sobie awans. U siebie KSV Waregem z trudem zremisował 3:3.
W sezonie 1987/88 nawet dość odległe 6 miejsce w lidze dało prawo drużynie KSV Waregem wystartować w Pucharze UEFA w sezonie 1988/89. Pierwszym przeciwnikiem była norweska drużyna Molde FK. Na wyjeździe był bezbramkowy remis, za to u siebie drużyna belgijska wygrała wysoko 5:1. W następnej rundzie KSV Waregem trafił na bardzo silnego reprezentanta NRD, klub Dynamo Drezno. Pierwszy mecz w Dreźnie klub z Belgii przegrał aż 1:4. W rewanżu u siebie drużyna belgijska po zdobyciu drugiej bramki w 47 minucie była już bliska awansu, jednak kilka minut później piłkarze Dynama zdobyli bramkę, która podłamała zespół gospodarzy. Ostatecznie mecz wygrał KSV Waregem, ale tylko 2:1, co w efekcie dało awans rywalom.
Trzecie miejsce w lidze w sezonie 1992/93 było ostatnim poważnym osiągnięciem klubu na arenie krajowej. Pozwoliło ono także na występ w Pucharze UEFA w sezonie 1993/94. Ostatni występ klubu na arenie międzynarodowej był jednocześnie najmniej udanym. Nie zaliczany do najsilniejszych fiński klub FC Kuusysi rozgromił u siebie belgijską drużynę 4:0, a na dodatek wygrał także w Belgii 2:1.
W 1996 klub spadł ostatecznie z pierwszej ligi, a w 1999 spadł nawet do trzeciej ligi.
Z powodu problemów finansowych KSV Waregem zmuszony został w 2001 roku do fuzji z klubem Zulte VV. Nowy klub, SV Zulte-Waregem, otrzymał numer 5381. Siedzibą nowego klubu stało się miasto Waregem, a klubowym stadionem – dotychczasowy obiekt KSV Waregem.

## Sukcesy
- Puchar Belgii: 
  - zwycięstwo (1): 1974
  - finał (1): 1982
- Superpuchar Belgii:
  - zwycięstwo (1): 1982
- Tweede klasse
  - mistrzostwo (2): 1965/1966, 1994/1995
- Puchar UEFA
  - półfinał (1): 1985/1986

## Europejskie puchary
Legenda do wszystkich tabel:
- Q – runda eliminacyjna, 1/16, 1/8, 1/4, 1/2 – odpowiednia faza rozgrywek, Grupa – runda grupowa, 1r gr – pierwsza runda grupowa, 2r gr – druga runda grupowa, F – finał, R – runda, PO – play-off
- k. – rzuty karne, los. – losowanie, Dogr. – dogrywka, w. – zasada bramek strzelonych na wyjeździe

| Sezon   | Rozgrywki                 | Runda | Przeciwnik      | Dom | Wyjazd | Ogólnie     |
| ------- | ------------------------- | ----- | --------------- | --- | ------ | ----------- |
| 1968/69 | Puchar Miast Targowych    | 1R    | Atlético Madryt | 1–0 | 1–2    | 2–2, w.     |
| 1968/69 | Puchar Miast Targowych    | 2R    | Legia Warszawa  | 1–0 | 0–2    | 1–2         |
| 1974/75 | Puchar Zdobywców Pucharów | 1R    | Austria Wiedeń  | 2–0 | 1–4    | 3–4         |
| 1985/86 | Puchar UEFA               | 1R    | Aarhus GF       | 5–2 | 1–0    | 6–2         |
| 1985/86 | Puchar UEFA               | 2R    | CA Osasuna      | 2–0 | 1–2    | 3–2         |
| 1985/86 | Puchar UEFA               | 1/8   | AC Milan        | 1–1 | 2–1    | 3–2         |
| 1985/86 | Puchar UEFA               | 1/4   | Hajduk Split    | 1–0 | 0–1    | 1–1, k: 5–4 |
| 1985/86 | Puchar UEFA               | 1/2   | 1. FC Köln      | 3–3 | 0–4    | 3–7         |
| 1988/89 | Puchar UEFA               | 1R    | Molde FK        | 5–1 | 0–0    | 5–1         |
| 1988/89 | Puchar UEFA               | 1/16  | Dynamo Drezno   | 2–1 | 1–4    | 3–5         |
| 1988/89 | Puchar UEFA               | 1R    | FC Kuusysi      | 1–2 | 0–4    | 1–6         |